# Shelley Long
Shelley Lee Long (Fort Wayne, Indiana, 23 de agosto de 1949) es una actriz estadounidense. Es famosa por su papel de Diana en la serie televisiva Cheers y por protagonizar, junto con Tom Hanks, la comedia Esta casa es una ruina, así como su papel secundario en Modern Family como Debra Pritchett.

## Trayectoria
Comienza su carrera a finales de los setenta, cuando ya roza la treintena, trabaja en algunas de las series más importantes de esta época como Vacaciones en el mar o M*A*S*H. Participa también en la película El cavernícola junto con el ex beatle Ringo Starr, además de protagonizar al lado de Michael Keaton y Henry Winkler el filme Night Shift de 1982 en la primera película como director de Ron Howard. 
En octubre de 1982, comienza a protagonizar la serie televisiva Cheers, que se va a convertir en una de las series más exitosas de la televisión estadounidense y va a reportar gran popularidad a Long, quien protagonizará con más frecuencia películas en Hollywood. 
En 1984 es la compañera del reparto de Ryan O'Neal en la comedia Diferencias irreconciliables, donde también trabajan futuras estrellas como Drew Barrymore o Sharon Stone. En 1986 protagoniza su película más recordada: Esta casa es una ruina, del director Richard Benjamin y con Tom Hanks como compañero de interpretación. En esos momentos Long vive sus mejores años en el cine. Al año siguiente protagoniza la comedia Outrageous Fortune junto con Bette Midler; en 1988 ¿Estás muerta cariño?, donde interpreta a un fantasma, y en 1989 La tropa de Beverly Hills. Si bien ninguna película es un título demasiado importante, sí permiten que crezca la popularidad de la actriz que se va consolidando en el cine y abandona la serie que le ha dado la fama y le ha hecho ganar un Emmy. 
En 1990 protagoniza No le hables a ella de mí, junto con Steve Guttenberg, popular en esos momentos por protagonizar Loca academia de Policía. Pero, a principio de los noventa, regresa a las películas para televisión e incluso en 1993 regresa a Cheers. 
En 1990 también protagonizó un drama en forma de miniserie de televisión, basado en la historia real de una mujer con trastorno de identidad disociativo en Voices Within: The lives of Truddi Chase. La recepción tuvo críticas mixtas, con una nominación y un premio WGA Award.
Volverá al cine para participar en la versión cinematográfica de La tribu de los Brady. Sin embargo, desde entonces la mayoría de sus apariciones ha sido en el medio televisivo, volviendo a interpretar ocasionalmente el papel de Diana, que le dio fama en Cheers, en la serie derivada de esta: Frasier. 
Entre los años 2011 y 2018, aparece en la serie Modern Family en el papel de exmujer de Jay Prichett, DeDe Pritchett.